# نات لایک آس
«نات لایک آس» (انگلیسی: Not Like Us) دیس ترکی است که توسط کندریک لمار، رپر آمریکایی، نوشته و ضبط شده است. این ترانه در ۴ مهٔ ۲۰۲۴ از طریق اینترسکوپ رکوردز و در بحبوحهٔ نزاع او با دریک، رپر کانادایی، منتشر شد. این پنجمین دیس ترکی است که لمار در آن دریک را هدف قرار داد و کمتر از ۲۰ ساعت پس از تک‌آهنگ قبلی‌اش، «میت د گراهامز» به نمایش درآمد.
«نات لایک آس» عمدتاً به‌دست ماسترد تهیه شده است، و سان‌ویو و شان مامبرجر دیگر تهیه‌کنندگان آن بودند. این ترانه، اثری در ژانر هیپ هاپ ساحل غربی و متأثر از موسیقی منطقهٔ اوکلند، کالیفرنیا است که از خط بیس‌لاین برجسته‌ای با ترکیب زه‌صداها و صدای بشکن تشکیل شده است. متن ترانه، شامل مضامینی است که برای نخستین بار در «میت د گراهامز» معرفی شد، و در آن اتهامات پدوفیلی و سوء رفتار جنسی وارد شده به دریک دو چندان می‌شود. همچنین خواننده در آن از هویت فرهنگی او و روابطش با هنرمندان مستقر در آتلانتا، جورجیا انتقاد می‌کند. موزیک ویدیوی همراه این ترانه به کارگردانی دیو فری و لمار، در روز استقلال ایالات متحده آمریکا منتشر شد.
«نات لایک آس» با تحسین گستردهٔ منتقدان موسیقی روبه‌رو شد. منتقدان عقیده داشتند این ترانه تثبیت‌کنندهٔ پیروزی لمار در درگیری‌اش با دریک بود. این ترانه به عنوان یکی از بهترین دیس ترک‌ها در تاریخ مورد ستایش قرار گرفت و بسیاری آن را بهترین دیس در این درگیری می‌دانند. این ترانه در زمینهٔ موضوعاتی مانند نژاد و ازآن‌خودسازی فرهنگی مورد بحث قرار گرفت، به عنوان سرود ساحل غربی آمریکا پذیرفته گردید و بخش‌های مختلفی از فرهنگ عامه را تحت تأثیر قرار داد. «نات لایک آس» چندین رکورد در پلتفرم استریم اسپاتیفای شکست و چهارمین ترانهٔ نامبروان لمار در جدول بیلبورد هات ۱۰۰ آمریکا شد. همچنین این ترانه طولانی‌ترین مدت سپری‌شده در صدر جدول‌های فروش ترانه‌های داغ رپ و ترانه‌های داغ آراندبی/هیپ-هاپ را داشت. «نات لایک آس» در استرالیا، کانادا و چندین کشور اروپایی در میان ۲۰ عنوان برتر جدول قرار گرفت و در شصت و هفتمین مراسم جوایز گرمی برندهٔ جوایز ضبط سال، ترانه سال، بهترین ترانهٔ رپ و بهترین موزیک ویدیو شد.